# File
|  | No s'ha de confondre amb Manuel Files o File de Priene. |

File (grec antic: Φυλή, llatí: Phyle; actualment Filí) fou una fortalesa de l'Àtica que defensava un pas del mont Parnes, a la via que portava d'Atenes a Tebes. Al nord del pas hi havia el territori de Tànagra. Estava situada a 120 estadis d'Atenes. Era una de les fortaleses més importants i ben bastides a la frontera amb Beòcia. Està situada sobre un conjunt rocós que només té accés per una banda, que la lliga a la carena.
A la ciutat hi havia un edifici anomenat el Dafneforèon, amb pintures que representaven la Thargelia, segons Ateneu de Nàucratis. La ciutat fortalesa de File la va ocupar Trasibul i els atenesos exiliats l'any 404 aC i, de la ciutat van iniciar la lluita contra els Trenta Tirans.